# Tenesmo vesical
Tenesmo vesical é uma sensação dolorosa na bexiga, com desejo contínuo, mas quase inútil, de urinar. É causado por espasmos na musculatura do diafragma urogenital. O termo "tenesmo" quando dito isoladamente, geralmente se refere a tenesmo retal.